# Sergio Mora Sánchez
Sergio Mora Sánchez (Madrid, Comunidad de Madrid, España, 30 de agosto de 1979) es un exfutbolista español. Jugaba de centrocampista y su último equipo fue el Getafe Club de Fútbol. Actualmente, tras acabar contrato como entrenador del Hércules de Alicante CF no se le conoce vinculación laboral con otro equipo. 

## Trayectoria
Sergio Mora es un jugador que ha desarrollado su carrera principalmente en equipos madrileños y alicantinos. En 1999 se proclamó subcampeón de la I Copa de Regiones de la UEFA con la Selección fútbol de Madrid. Debutó en Primera División el 6 de octubre de 2002 con el Rayo Vallecano en casa frente al Villarreal (2-2).
En el mercado de invierno de la temporada 2003/04 fichó por el Hércules, donde ascendió a Segunda División en la temporada 2004/05 erigiéndose como un jugador importante en el equipo tras la llegada de Juan Carlos Mandiá al equipo herculano. La temporada siguiente jugó en Segunda División, y en la temporada 2006/07 estuvo en el Benidorm. En la temporada 2007/08 fichó por el Alcoyano, donde coincidió iniciada la temporada con el entrenador Pepe Bordalás, que ya le había entrenado en el Hércules en la temporada 2005/06. En la temporada 2008/09 Mora fue una pieza clave en la alineación del equipo de El Collao, que logró ser campeón del Grupo III de Segunda B.
En julio de 2021 empieza su andadura como primer entrenador en el Hércules de Alicante CF después de tres temporadas como ayudante de José Bordalás en el Getafe CF.

## Jugador
| Club           | País   | Temporada | Categoría        | Partidos | Goles |
| -------------- | ------ | --------- | ---------------- | -------- | ----- |
| CF Gandía      | España | 2000–2001 | Segunda B        | 20       | 3     |
| Getafe CF      | España | 2001–2002 | Segunda B        | 21       | 3     |
| Rayo Vallecano | España | 2002–2003 | Primera División | 21       | 0     |
| Hércules CF    | España | 2003–2004 | Segunda B        | 24       | 1     |
| Hércules CF    | España | 2004–2005 | Segunda B        | 16       | 0     |
| Hércules CF    | España | 2005–2006 | Segunda División | 29       | 0     |
| Benidorm CF    | España | 2006–2007 | Segunda B        | 30       | 1     |
| CD Alcoyano    | España | 2007–2008 | Segunda B        | 33       | 0     |
| CD Alcoyano    | España | 2008–2009 | Segunda B        | 32       | 7     |
| AD Alcorcón    | España | 2009–2010 | Segunda B        | 27       | 1     |
| AD Alcorcón    | España | 2010–2011 | Segunda División | 33       | 3     |
| AD Alcorcón    | España | 2011–2012 | Segunda División | 26       | 3     |
| AD Alcorcón    | España | 2012–2013 | Segunda División | 22       | 1     |
| AD Alcorcón    | España | 2013–2014 | Segunda División | 32       | 1     |
| AD Alcorcón    | España | 2014–2015 | Segunda División | 15       | 0     |
| CD Alavés      | España | 2015–2016 | Segunda División | 39       | 3     |
| UCAM Murcia CF | España | 2016–2017 | Segunda División | 8        | 0     |
| Getafe CF      | España | 2017-2018 | Primera División | 26       | 0     |

## Entrenador
| Club                    | País   | Temporada | Categoría    | Partidos | Posición final |
| ----------------------- | ------ | --------- | ------------ | -------- | -------------- |
| Hércules de Alicante CF | España | 2021-2022 | Segunda RFEF | 36       | 5º             |

## Palmarés

### Campeonatos nacionales
| Título                         | Club        | País   | Año       |
| ------------------------------ | ----------- | ------ | --------- |
| Campeón Grupo III de Segunda B | CD Alcoyano | España | 2008-2009 |
| Campeón Grupo II de Segunda B  | AD Alcorcón | España | 2009-2010 |

- Ascenso a Segunda División con el Getafe CF (2001/02).
- Subcampeón de Segunda División B (Grupo III) y ascenso a Segunda División con el Hércules CF (2004/05).
- Campeón del Grupo II Segunda División B y ascenso a Segunda División con la AD Alcorcón (2009/10).